# الأسرة المصرية الثانية
الأسرة المصرية الثانية هي الأسرة الأخيرة من سلالتين تشكلان معاًعصر الأسر المصرية المبكرة، حكمت من حوالي 2890 - 2686 قبل الميلاد. كان مقر الحكم في ثينيس. تشتهر بآخر حكامها خع سخموي، لكنها بخلاف ذلك تعتبر واحدة من أكثر الأسر غموضًا في التاريخ المصري.

## ملوك الأسرة المصرية الثانية
| الرقم | الاسم           | تعليق                                                                                           | مدة الحكم                     |
| ----- | --------------- | ----------------------------------------------------------------------------------------------- | ----------------------------- |
| 1     | حتب سخم وى      | يسميه مانيتون (بيثوس). يقال أنه وقع زلزال عظيم في عهده قتل الكثير من الناس.                     | 15 سنة                        |
| 2     | نب رع           | الملك الأول الذي يستخدم رمز الشمس في اسمه الملكي ربما هو نفسه الفرعون وينج.                     | 14 سنة                        |
| 3     | ني نتجر (نينتر) | ربما قسّم مصر بين خلفائه، وزُعم أنه سمح للمرأة بالحكم مثل الفراعنة.                               | 43–45 سنة                     |
| 4     | وينج (ونج)      | من المرجح أنه كان حاكماً مستقلاً أو مثل سخم إب بر ان ماعت أو بر إيب سن أو رع نب                   | حوالي 2740 قبل الميلاد        |
| 5     | سنيدج (سند)     | يعتقد أنه هو نفسه الفرعون بر إيب سن. مع ذلك هو موضع خلاف كبير.                                  | 47 سنة                        |
| 6     | بر إيب سن       | [ 11 ]                                                                                          | غير معروف                     |
| 7     | سخم إيب         | [ 12 ]                                                                                          | حوالي 2720 قبل الميلاد        |
| 8     | نفركارا الأول   | يُعرف فقط من خلال قوائم الملك رمسيس الثاني. لم يثبت وجوده من الأدلة التاريخية.                   | 25 سنة (وفقا لـ مانيتون)      |
| 9     | نفركاسوكار      | يُعرف فقط من خلال قوائم الملك رمسيس الثاني. تزعم الأساطير القديمة أنه أنقذ مصر من الجفاف الدائم. | 8 سنوات                       |
| 10    | هودجفة الأول    | يُعرف فقط من قوائم الملك رمسيس الثاني.                                                           | 11 سنة (وفقا لـ بردية تورينو) |
| 11    | خع سخموي        | يُعتقد أنه أعاد توحيد مصر بعد فترة من الاضطرابات                                                 | 18 سنوات                      |
| 12    | نوب نفر         | يُعتقد أنه كان معاصرا للفرعون ني نتجر. لا يمكن تحديد ترتيبه الزمني بشكل دقيق                     | غير معروف                     |

## حكم
في الواقع وحتى الآن لا نعرف الأسباب التي ادت إلى سقوط الاسرة الأولى وقيام اسرة ثانية. ونجهل الحوادث التي جرت في أيام (قا – عا) وانتهت باستيلاء اسرة أخرى على العرش،
ونجهل أيضا الصلة بين العائلتين إذا كان هناك حقيقة انتقال للملك من عائلة لعائلة أخرى. نحن نتبع مانيتون في تقسيمه للاسرات ولا ريب أنه كانت لديه الوثائق الكافية والتي تبرر ذلك التقسيم.
وفي الواقع لا نرى اى تغيير ولا نحس بأى أثر لانتقال فجائى، فإذن كل شئ استمر في سيره الطبيعى سواء من ناحية التطور الفنى أو تنظيم الحكومة بوجه عام.
ولا يزال أمر ترتيب أسماء ملوك الأسرة الثانية موضع نقاش العلماء فهناك اختلاف أيضا بين قائمة مانيتون والقوائم الملكية الأخرى التي تعطينا أسماء تسعة ملوك أو عشرة على حين تمدنا الاثار التي تركها هؤلاء الملوك والتي عثر على أسمائهم عليها بثمانية ملوك تترواح مدة حكمهم جميعا بين 297 عاما و 302 عام.
وهؤلاء الملوك هم:
- الملك ” حوتب (حورس) أو حتب سخموى.
- الملك (نوب – نفر) (حورس) (رع نب) أو (نب رع)
- الملك (نى نثر) (حورس) أو نى نثر ويسمى أيضا (نثريمو)
- الملك (ونج)
- الملك (سنج)
- الملك (بر ايب سن) ست (بر اب سن) حورس (خع سخم)
- الملك (حتب (نبوى – امف) حورس وست) خع سخموى.

لم يختلف هؤلاء الفراعنة عن الملوك السابقين في اعمالهم، فالذهاب لاستغلال محاجر سيناء، ومحاولة تهدئة الشمال كانت من أهم أعمالهم. وعثر على بعض الاثار التي تدل على نشاطهم ولكن لم يُعثر على أي اثر لمقابر بعض ملوك تلك الأسرة في أبيدوس مما يرجح انهم كانوا يفضلون الإقامة في العاصمة الشمالية (منف) (الجدار الأبيض أو القلعة البيضاء (حسب راى د. احمد فخرى) وفضلوا تشييد مقابرهم على مقربة منها. ونرى فيما تركه أولئك الملوك اشارات لقصور يشيدها الملوك بعد العام الرابع من حكمهم، ومعابد يقيمونها للمعبودات المختلفة وبخاصة الاله ” سوكر ” (الصقر) وهو من أعظم معبودات العاصمة الجديدة شأنا. كما نرى أيضا من اختام موظفيهم اطراد تقدم التنظيم الحكومى ووجود الادارات المختلفة.
حتب سخم وى
هو اسم قد يعنى ((القوتان تهدآن – حسب راى د.سيد توفيق في كتابه معالم تاريخ وحضارة مصر الفرعونية -
وربما يعنى ((رضى القويان أو استقر القويان – حسب رأى د.عبد العزيز صالح في كتابه حضارة مصر القديمة واثارها الجزء الأول –)).
وقد يكون القويان هما حورس وست اللذين يمثل الملك سلطتيهما سويا على الأرض، أو يتقمص شخصيتها على الأرض.
أو ربما يقصد قوة اتباع كل من حورس وست فهل يعنى هذا انه كان هناك نزاع بين القوتين قضى عليه الملك الجديد وربما لهذا السبب نفسه بدأ مانتيون أسرة جديدة.
لم يُكتشف قبر حتب سخموى حتى الآن. وقد حكم طبقا لتاريخ مانيتون 38 سنة. وحدث في عهده انشقاق في الأرض بالقرب من مدينة تل بسطة (الزقازيق حاليا) وابتلع عددا كبيرا من الناس.
رع نب
اسمه يعنى ((السيد “هو” رع))
أو ((ربى “هو” رع، أو رع “هو” المولى)) وهو أول اسم ملكى معروف اعترف صراحة برب الشمس رع.
عثر على اسمه على صخرة في واحات الصحراء الليبية وبالقرب من ارمنت وعثر على اختام تحمل اسمه بالقرب من هرم أوناس . وكانت هذه هي المرة الأولى التي يظهر فيها اسم رع معبود الشمس في أسماء الملوك ويبدو ان هذا الحكم يعلن بداية أهمية عبادة الشمس، تلك الأهمية التي سوف تزداد بعد ذلك حتى الأسرة الخامسة. ومن المحتمل ان – حتب سخموى ونب رع – قد دفنا في جبانة سقارة.
وهناك شواهد واضحة تؤكد ان حجر بالرمو المؤرخ من الأسرة الخامسة حافظ على أسماء العديد من الملوك الذين حكموا قبل نارمر أو مينا (فرعون) وقبل ان تتوحد البلاد أو بعد ذلك. ولابد ان الكتبة كان لديهم نماذج من قوائم ملكية قديمة.
ني نتجر
وقد قرئ اسمه بقراءتين أخريين وهما «نثرن» و «نثريمو» بمعنى ((المنتمى إلى الاله، وسليل الاله، وقد يكون الاله أو الرب هنا هو أوزيريس.أو بمعنى ((المنتسب للاله)).
حدثنا حجر بالرمو عن أحداث عصر «نى نثر» فأشار إلى اقامته بعض الأعياد وقيامه بعمل احصاء، ثم حدثت حروب أهلية في الشمال في السنة ال 13 من حكمه. وقد عثر له على تمثال صغير من المرمر يمثله جالسا على العرش.
4- الملك ” ونج ”
الاثار المنسوبة إلى عهده نادرة ولا نعرف عنه الكثير.
5-الملك ” سنج ” أو «سندي»
عثر على تمثال من البرونز يحمل اسمه يرجع إلى عصر الأسرة ال 26.
خع سخموي
«خع سخم» بمعنى ((تجلت القوة أو أشرق القوى)) وقد حكم 48 سنة.
يبدو انه قد حدثت ثورة على عبادة المعبود حورس اله الشمال في عصر الملك ” بر ايب سن ” وبدأ الناس يتعبدون للاله ست اله الجنوب حيث موطنه الاصلى (في الصعيد)؛ مما دعى سخم ايب إلى ترك منف والذهاب إلى الصعيد. على أن الدوافع السياسية التي ادت إلى تغيير اسم الملك الحورى سخم ايب وتنازله عن الولاء للاله حورس وتحويل ولائه للاله ست لازالت غير معروفة بمعنى انه غير اسمه إلى ” بر ايب سن ” ووضعه داخل الخانة الملكية التي تمثل القصر الملكى (السرخ) يعلوه حيوان الاله ست امبوس المقدس بدلا من حورس الصقر الذي كان يعلو اسمه الأول سخم ايب، ولعل السبب هو ازدياد قوة اتباع الاله ست مما جعل الملك يتحول إلى عبادة الاله ست ليحتفظ بعرشه الذي دام 17 عاما كما جاء في تاريخ مانتيون وقد تم الكشف عن مقبرته التي يرمز اليها بحرف p في أبيدوس.
وعثر في شونة الزبيب على ختم اسطوانى كتب عليه اسمه الحورى (سخم ايب) وقد رأى لوير ان { بر ايب سن } قد طرد في باية الامر صاحب الحق الشرعى في العرش خع سخم.
عمل خع سخم وخع سخموى على القضاء على الفتنة وتأديب المتأمرين من سكان الوجه البحرى وقد حققا الهدوء والاستقرار في البلاد وعاد ” خع سخم ” إلى عبادة المعبود حورس وقد عثر له على تمثال من الشست في مدينة نخن عاصمة عبدة حورس القديمة وهو الآن بالمتحف المصرى وصور على قاعده بعض من جثث الأعداء وتقص علينا النقوش انتصاره هذا وقتله لاكثر من أربعين ألف رجل من أهل الشمال وعثر على تمثال اخر في المدينة نفسها في متحف اكسفورد الآن
7-الملك ” حتب، نبوى – امف ” – ** حورس وست ** خع سخموى:-
بمعنى ((تجلت أو ظهرت القوتان)) أي قوة الاله حورس وقوة الاله ست وقد حكم طبقا لمانتيون 30 سنة ويبدو انه حاول انهاء النزاع بين اتباع الاله حورس واتباع الاله ست فوضع اسمه في السرخ يعلوه صورتان للالهين حورس وست جنبا إلى جنب ويبدو انه تزوج إحدى أميرات الشمال وهي الملكة ” نى ماعت حب ” وقد وجد اسمها على اثار من ابيدوس بلقب ((الأم الملكية أو أم أولاد الملك أو أم الملك جسر)) مؤسس الاسرة الثالثة وتنسب إلى الملك خع سخموى المقبرة الضخمة التي يرمز لها بحرف v في أبيدوس.
امتاز عهد (خع سخموى) بالسلام والهدوء وعمل على تحقيق السلام والهدوء في كل البلاج وتوطيد وحدتها وشيد في مدينة اجداده نخن معبدا بوابته من الجرانيت الصلب تخليدا لذكرى هذا الانتصار وشيد لنفسهمقبرة في الجبانة الملكية في أبيدوس وأهم ما يميز هذه المقبرة انها تتكون من حجرة واحدة في الوسط مشيدة من الحجر الجيرى وقد كشفت الحفائر التي تمت في هذه المقبرة على بقايا رموز ملكية وأوانى حجرية وفخارية وعثر على اسمه في بقايا معبد الكاب وعلى قطعة حجر عثر عليها في مدينة بيبلوس وقد جاء على حجر بالرمو انه صنع له تمثال من النحاس.
ويذكر الافريقى ان الملك خع سخموى كان يمتاز بطول القامة وكما ذكرنا يبدو ان حتب سخموى ونب رع قد دفنا في جبانة سقارة اما بقية ملوك الاسرة الثانية فقد دفنوا مثل سابقيهم في جبانة ابيدوس وهكذا استمرت الاسرة الثانية أكثر من قرنين ونصف من الزمان.
ولا يزال يقوم في أبيدوس بناءان كبيران من اللبن من عصر الاسرة الثانية احداهما يطلق عليه اسم ” شونة الزبيب ” وكان كل منهما فيما يبدو قصرا مؤقتا ينزل فيه الملك عندما كان يشترك في احتفالات معبد أبيدوس الدينية.

## معرض صور

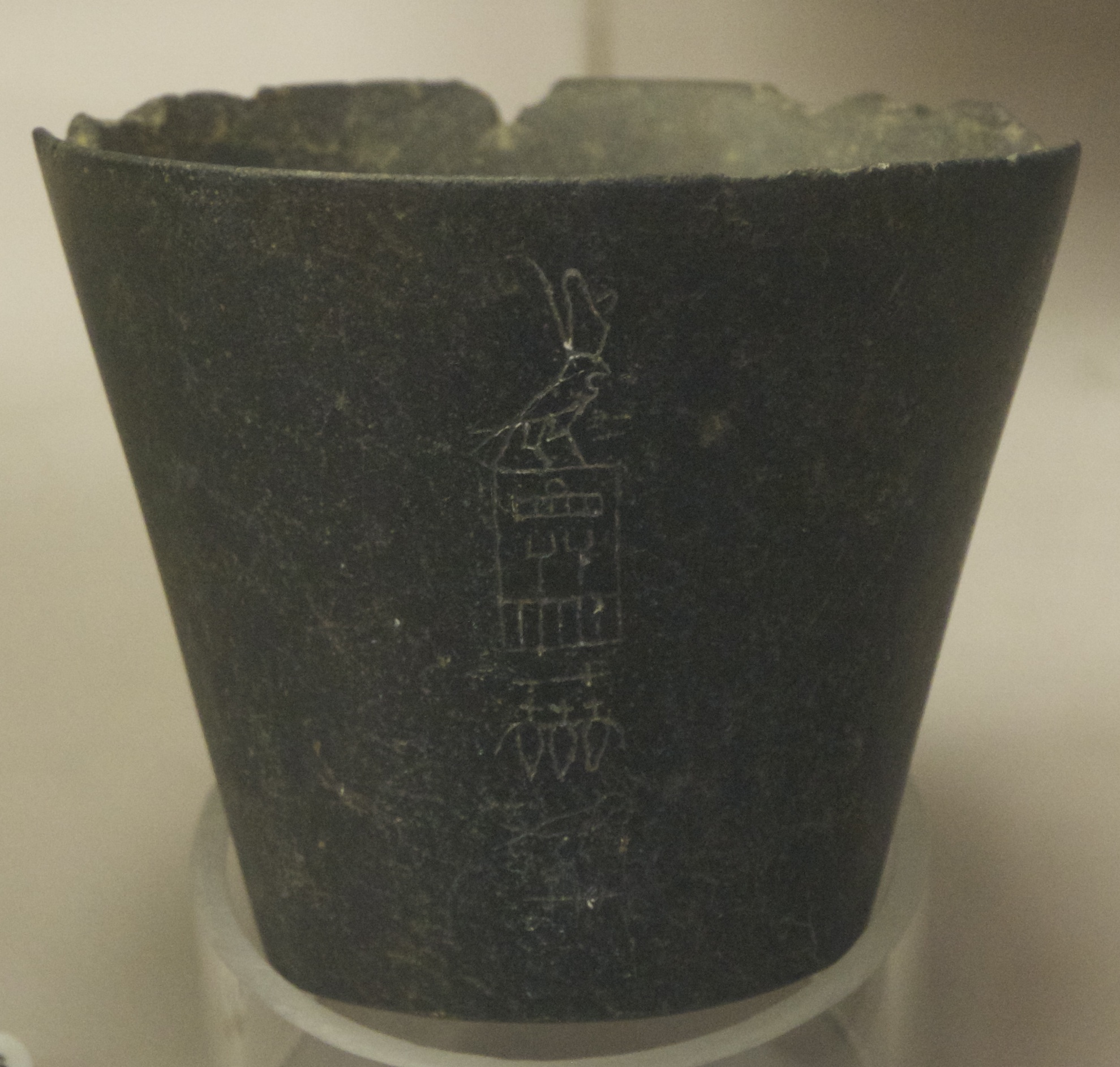
إناء من الحجر نُقش عليه اسم الملك حتب سخم وى ، المتحف الوطني للآثار ، سان جيرمان أونلاي.
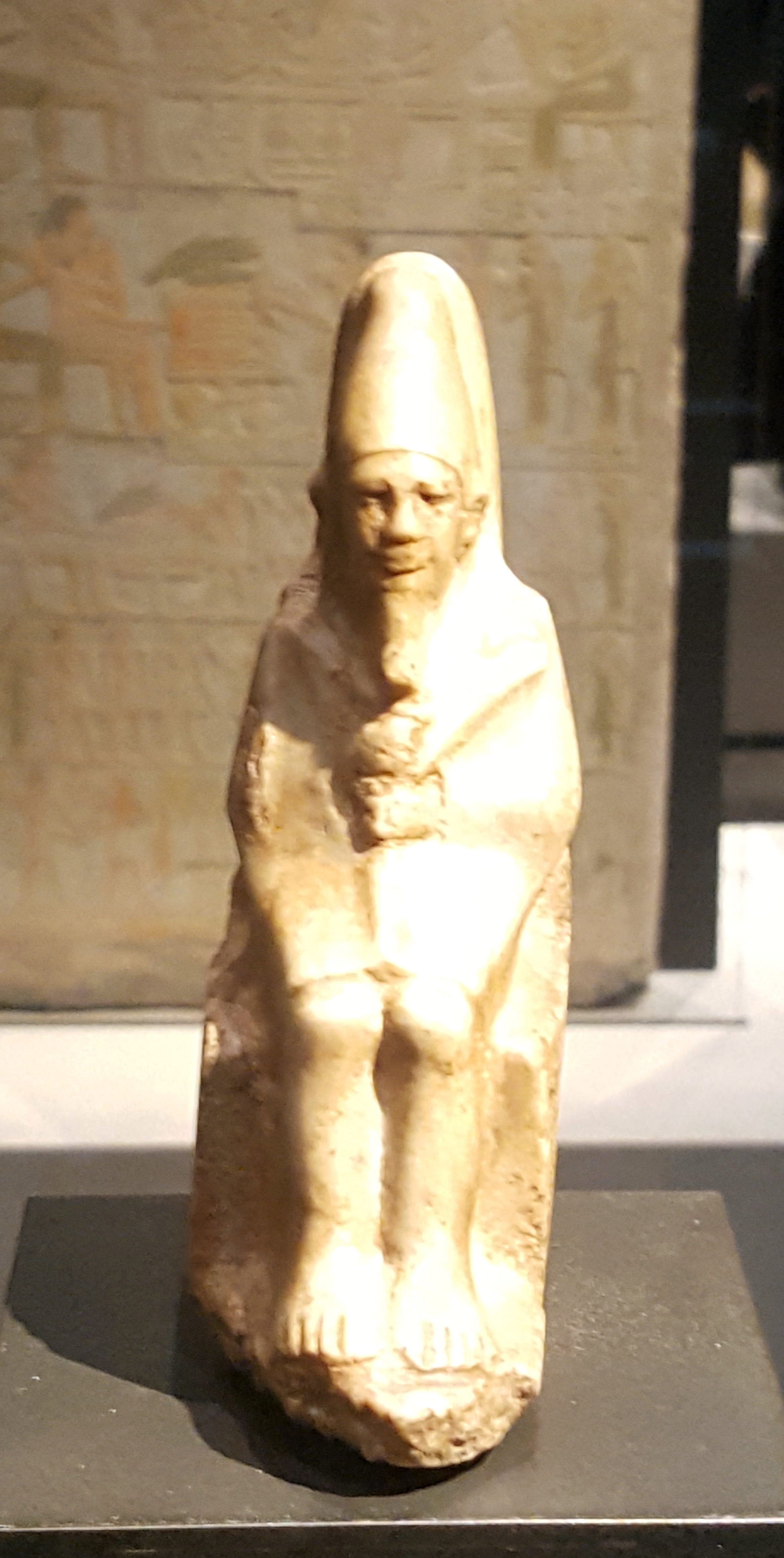
تمثال للملك ني نتجر من السلالة الثانية. يرتدي ملابسه الاحتفالية لـ (عيد سد).
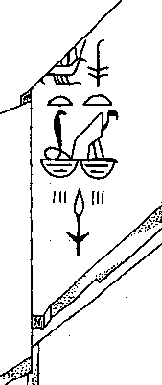
قطعة من المرمر تظهر اسم الملك وينج
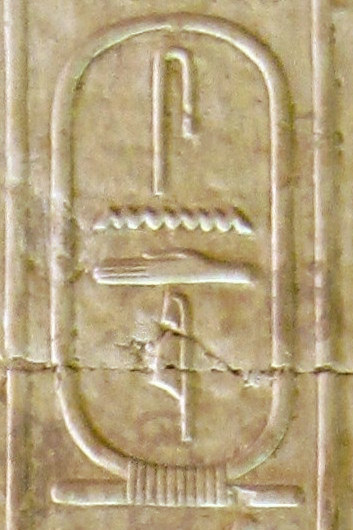
اسم الملك سنيدج كما يظهر في قائمة ملوك أبيدوس
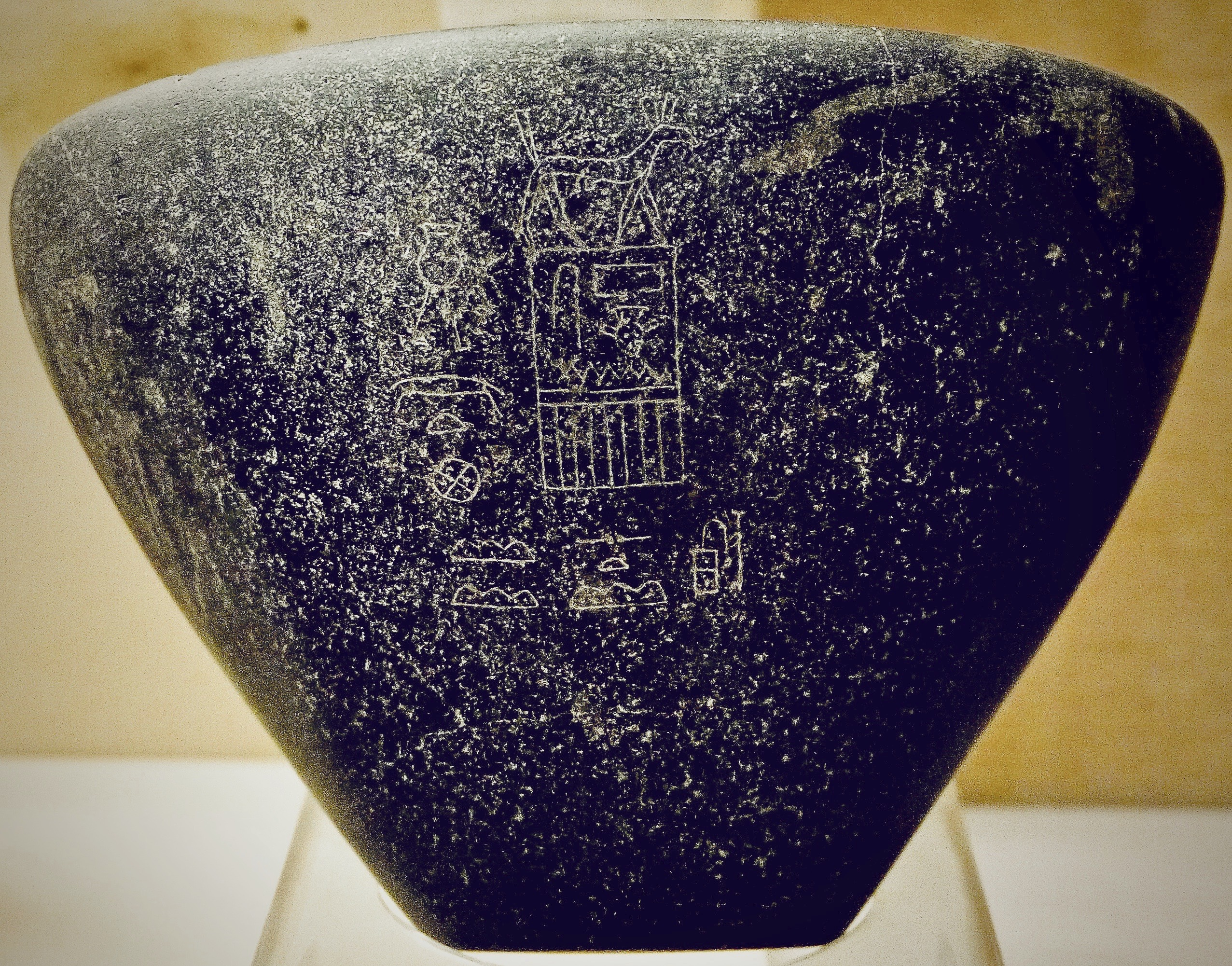
إناء من الحجر نُقش عليه اسم الملك بر إيب سن ، متحف الآثار الوطنية.
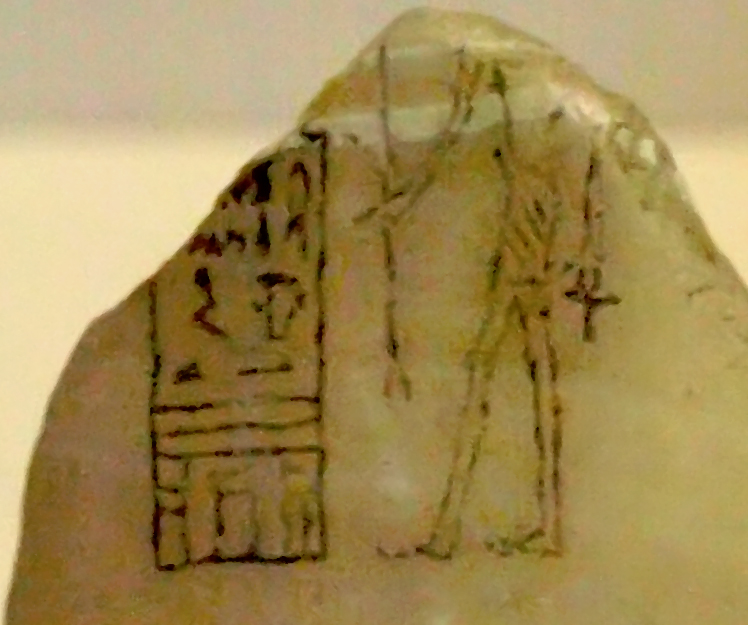
قطعة أثرية من الكالسيت نُقش عليها الاسم الملكي سخم إب بر ان ماعت
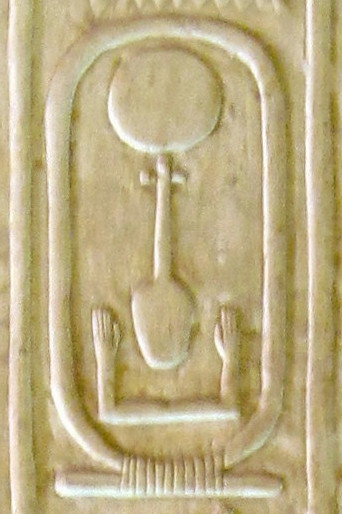
صورة من قائمة ملوك أبيدوس. معبد سيتي الأول ، أبيدوس ، مصر. يظهر فيها اسم الملك نفركارا الأول
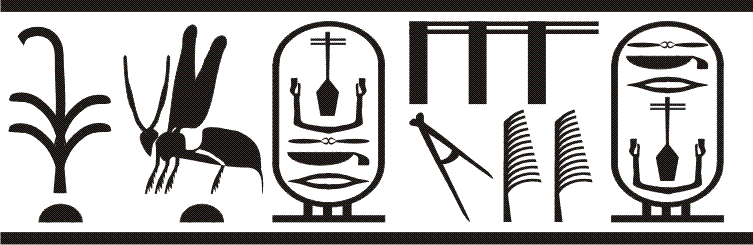
طبعة ختم توضح اسم خرطوش الملك نفركاسوكار
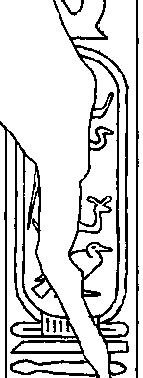
خرطوش ملكي للملك هدجفة الأول
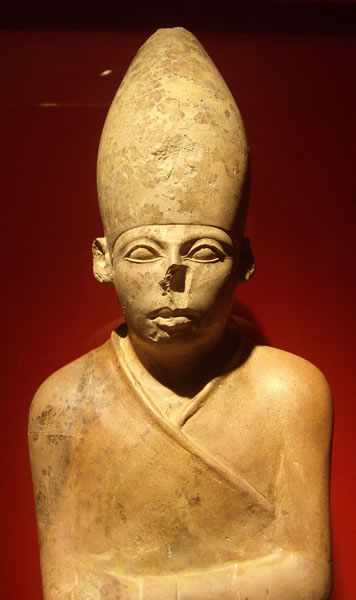
تمثال للملك المصري خع سخموي، أكسفورد ، متحف أشموليان
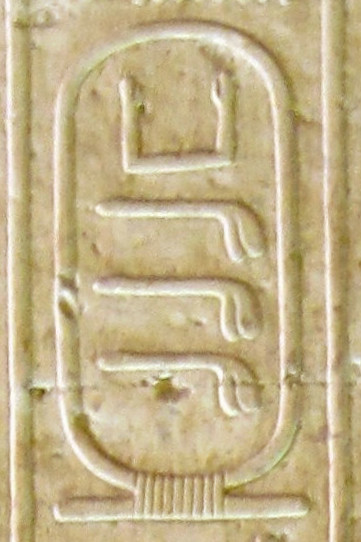
نقش لاسم الملك رع نب كما يظهر في قائمة ملوك أبيدوس